# Flow: Urban Dance Uprising
Flow: Urban Dance Uprising est un jeu vidéo de danse sorti en 2005 sur PlayStation 2. Le jeu a été édité par Ubisoft et développé par Behaviour Interactive.

## Accueil
- IGN : 7/10[1]
- Jeuxvideo.com : 10/20[2]